# Násilov
Násilov je část města Sedlec-Prčice v okrese Příbram ve Středočeském kraji. Nachází se 3,5 kilometru jihovýchodně od Sedlce. Jsou zde evidovány tři adresy. V roce 2011 zde trvale žilo pět obyvatel.
Násilov leží v katastrálním území Vrchotice o výměře 7,3 km².

## Historie
První písemná zmínka o vesnici pochází z roku 1545.

## Obyvatelstvo
| Rok            | 1869 | 1880 | 1890 | 1900 | 1910 | 1921 | 1930 | 1950 | 1961 | 1970 | 1980 | 1991 | 2001 | 2011 | 2021 |
| -------------- | ---- | ---- | ---- | ---- | ---- | ---- | ---- | ---- | ---- | ---- | ---- | ---- | ---- | ---- | ---- |
| Počet obyvatel | 37   | 33   | 31   | 25   | 19   | 18   | 24   | 19   | 15   | 14   | 9    | 4    | 7    | 5    | 7    |
| Počet domů     | 4    | 4    | 4    | 4    | 4    | 4    | 4    | 5    | 5    | 4    | 3    | 3    | 3    | 3    | 3    |

## Obecní správa
Při sčítání lidu v letech 1850–1899 Násilov byl osadou obce Jetřichovice v okrese Sedlčany. V letech 1900–1979 byl částí obce Vrchotice, se kterým patřil nejprve do okresu Sedlčany, ale od roku 1960 v okrese Benešov. Od 1. ledna 1980 je částí města Sedlec-Prčice v okrese Benešov. Od 1. ledna 2007 vesnice přešla spolu s městem Sedlec-Prčice z okresu Benešov do okresu Příbram.

## Další fotografie

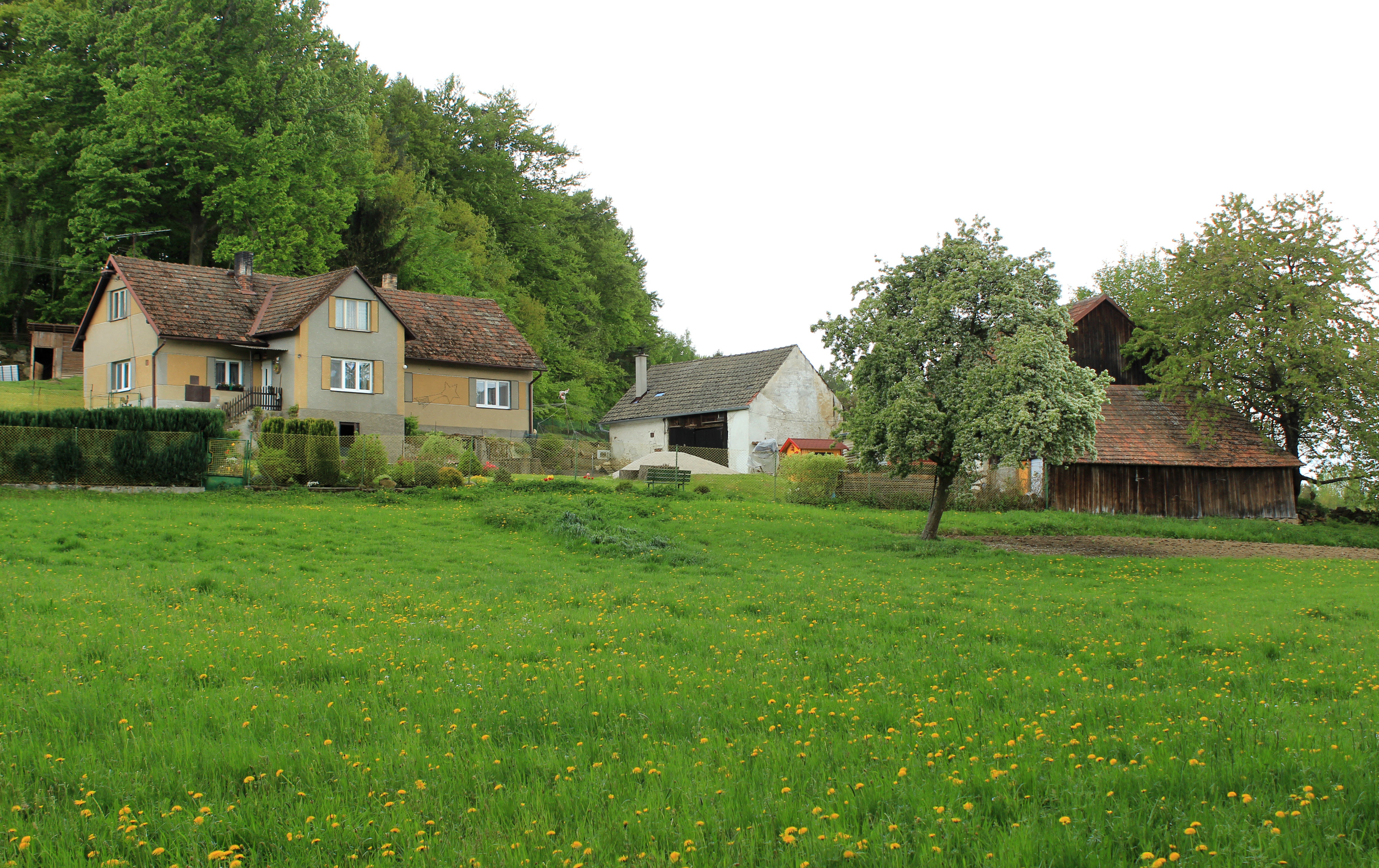
Západní polovina vesnice
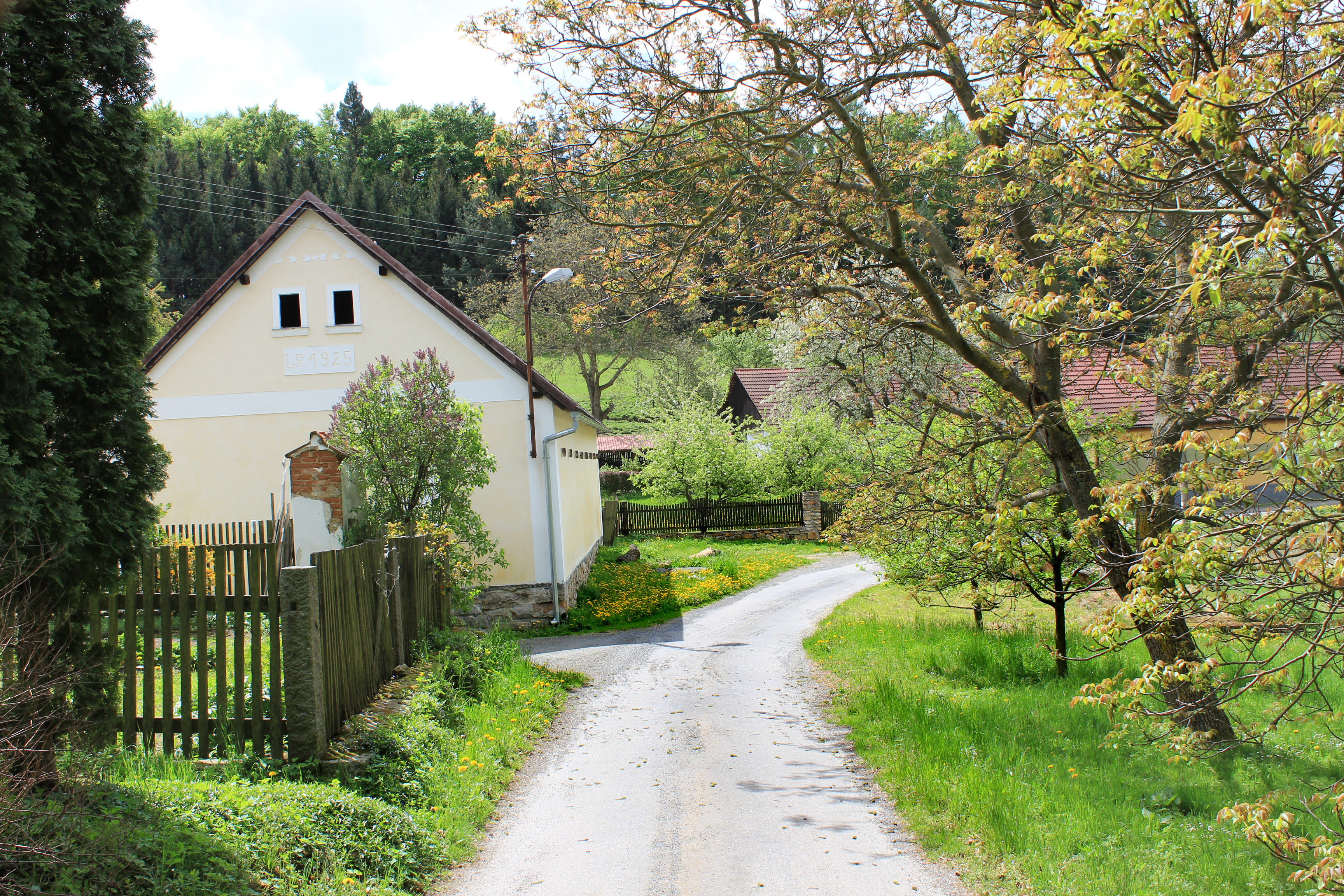
Dům čp. 1
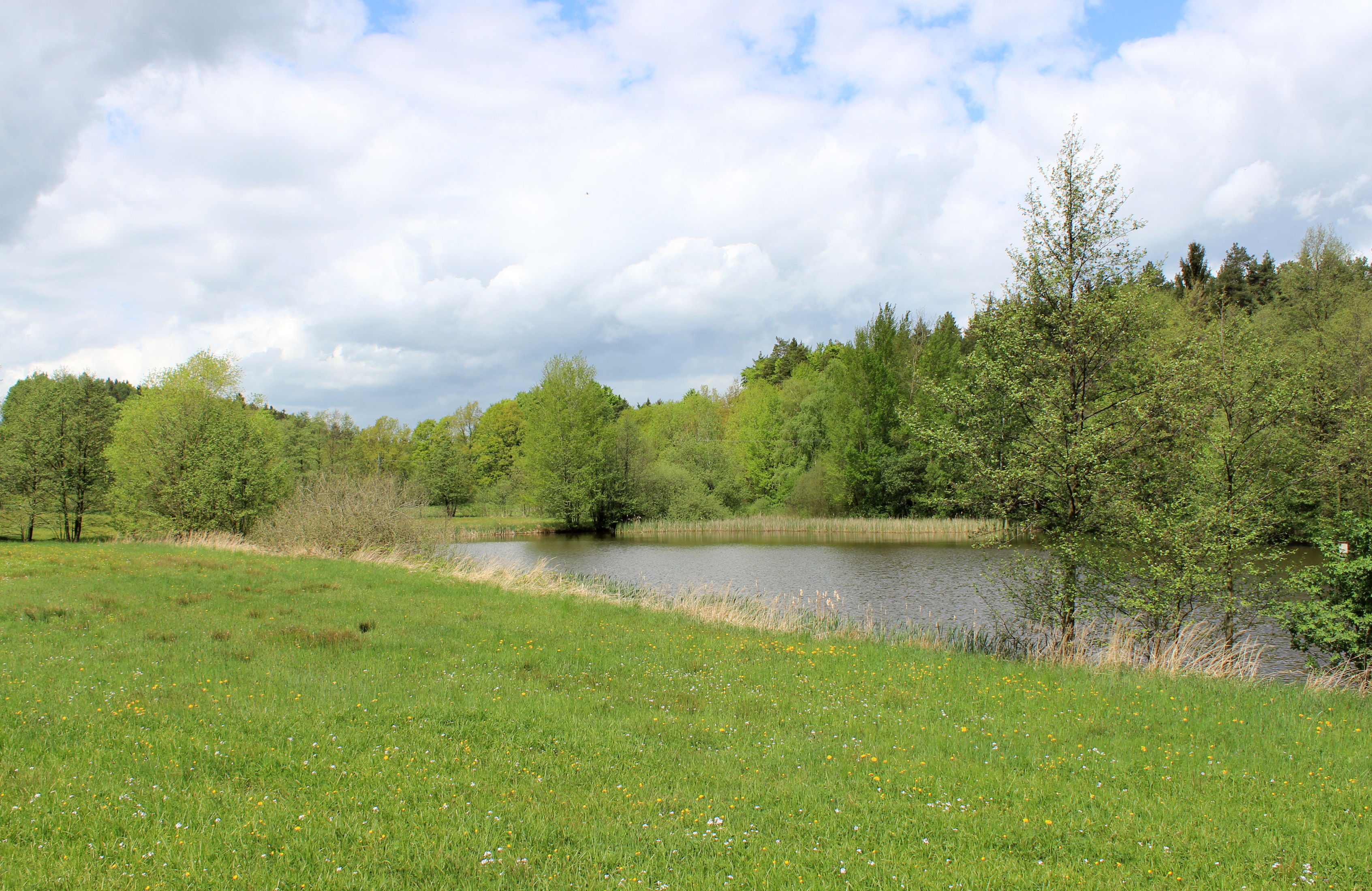
Rybník Babinec